# Michel Schatz
Michel Schatz, dit Passo, né le 14 mai 1957 à Nîmes et mort dans la même ville le 15 juillet 2015 à l'âge de 58 ans, était un champion de pétanque français.

## Biographie
Il fut deux fois champion du Monde de pétanque : en 1991 à Andorre et en 1993 à Chiang Mai (Thaïlande), finaliste en 1992 et 1995. Membre de la célèbre Team Nicollin où il forma l'équipe la plus redoutable du circuit pétanque durant une décennie, composé de Jean-Marc Foyot et Joseph Farré, il remporta avec eux le titre national triplette à deux reprises, en 1997 et 2000, finaliste en 1999, champion de France mixte 1996, 1997 et 1998, finaliste en 1993 et 2000 ainsi que la Coupe de France des Clubs en 2001 et d'Europe 2001, 2002 et 2003 sous les couleurs Montpelliéraines. Il fut considéré comme l'un des meilleurs tireurs au Monde. En 2008, avec son équipe composée de Jean-Marc Foyot, Eric Bartoli et Richard Bettoni, il remporta également les Masters de pétanque, il fut vainqueur 9 fois du mondial de Millau, 4 fois vainqueur du trophée Canal+ en 1992, 1993, 1994 et 1995 ainsi que 4 fois finaliste du mondial La Marseillaise en 1982, 2004, 2005 et 2006.
Le 15 juillet 2015, Michel Schatz décède à l'âge de 58 ans des suites d'une longue maladie.

## Clubs
- ?-? : Boule Amicale de Nîmes (Gard)
- ?-? : Team Nicollin Montpellier (Hérault)
- ?-? : Castelnau Pétanque (Hérault)

## Palmarès

### Séniors

#### Championnats du Monde
Champion du Monde
- Triplette 1991 (avec Philippe Quintais et Georges Simoes) :  Équipe de France 2
- Triplette 1993 (avec Philippe Quintais et Georges Simoes) :  Équipe de France

Finaliste
- Triplette 1992 (avec Philippe Quintais et Georges Simoes) :  Équipe de France 3
- Triplette 1995 (avec Christian Fazzino et Jean-Marc Foyot) :  Équipe de France 2

Troisième
- Triplette 1996 (avec Jean-Marc Foyot et Michel Briand) :  Équipe de France 2

#### Coupe d'Europe des Clubs
Vainqueur
- 2001 (avec Marie-Christine Virebayre, Joseph Farré, Jean-Marc Foyot, Roger Marigot, David Maraval, Yazid Triaki et Patricia Foyot (coach)) : Team Nicollin Montpellier
- 2002 (avec Marie-Christine Virebayre, Joseph Farré, Jean-Marc Foyot, Roger Marigot, David Maraval, Yazid Triaki et Patricia Foyot (coach)) : Team Nicollin Montpellier
- 2003 (avec Marie-Christine Virebayre, Joseph Farré, Jean-Marc Foyot, Roger Marigot, David Maraval, Yazid Triaki et Patricia Foyot (coach)) : Team Nicollin Montpellier

#### Championnats de France
Champion de France
- Doublette mixte 1996 (avec Martine Sarda) : Team Nicollin Montpellier
- Triplette 1997 (avec Jean-Marc Foyot et Joseph Farré) : Team Nicollin Montpellier
- Doublette mixte 1997 (avec Martine Sarda) : Team Nicollin Montpellier
- Doublette mixte 1998 (avec Martine Sarda) : Team Nicollin Montpellier
- Triplette 2000 (avec Jean-Marc Foyot et Joseph Farré) : Team Nicollin Montpellier

Finaliste
- Doublette 1993 (avec Jean-Marc Foyot) : Team Nicollin Montpellier
- Doublette mixte 1993 (avec Marie-Claude Marchand) : Team Nicollin Montpellier
- Doublette 1995 (avec Jean-Marc Foyot) : Team Nicollin Montpellier
- Triplette 1999 (avec Jean-Marc Foyot et Joseph Farré) : Team Nicollin Montpellier
- Doublette 2000 (avec Jean-Marc Foyot) : Team Nicollin Montpellier
- Doublette mixte 2000 (avec Martine Sarda) : Team Nicollin Montpellier

#### Coupe de France des clubs
Vainqueur
- 2001 (avec Marie-Christine Virebayre, Joseph Farré, Jean-Marc Foyot, Roger Marigot, David Maraval, Yazid Triaki et Patricia Foyot (coach)) : Team Nicollin Montpellier

#### Masters de pétanque
Vainqueur
- 2008 (avec Jean-Marc Foyot, Eric Bartoli et Richard Bettoni) : Equipe Bettoni (Wild Card)

Troisième
- 2001 (avec Jean-Marc Foyot, Joseph Farré et Roger Marigot) : Equipe Foyot
- 2002 (avec Jean-Marc Foyot, Joseph Farré et David Maraval) : Equipe Foyot

#### Millau

##### Mondial de Millau (1993-2002)
Vainqueur
- Triplette 1997 (avec Jean-Marc Foyot et Joseph Farré)
- Triplette 1998 (avec Jean-Marc Foyot et Joseph Farré)
- Doublette 1999 (avec Jean-Marc Foyot)
- Triplette 2001 (avec Jean-Marc Foyot et Joseph Farré)
- Triplette 2002 (avec Jean-Marc Foyot et Joseph Farré)

##### Mondial à pétanque de Millau (2003-2015)
Finaliste
- Doublette 2003 (avec Joseph Farré)

#### Autres titres

##### TrophéeCanal +
Vainqueur
- Triplette 1992 (avec Philippe Quintais et Georges Simoes) à Brétigny-sur-Orge
- Triplette 1993 (avec Philippe Quintais et Georges Simoes) à Perpignan
- Triplette 1994 (avec Jean-Marc Foyot et Georges Simoes) à Chalon-sur-Saône
- Triplette 1995 (avec Jean-Marc Foyot et Georges Simoes) à Tunis

Bol d'Or International de Genève
Vainqueur
- 1992 : Groupe France (avec Philippe Quintais, Georges Simoes et Didier Choupay)
- 1995 : Groupe France (avec Laurent Morillon, Philippe Quintais et Georges Simoes)
- 1996 : Groupe France (avec Georges Simoes, Roger Cargolès et Jean-Marc Foyot)

#### Mondial La Marseillaise[modifier | modifier le code]
Finaliste
- 1982 (avec Denis Salvador et Roger Capeau)
- 2004 (avec Jean-Pierre Daudet et Gilbert Issert)
- 2005 (avec Jean-Pierre Daudet et Gilbert Issert)
- 2009 (avec Jean-Pierre Daudet et Jean-Yves Bettoni)